# パトリシア・ロゼマ
パトリシア・ロゼマ（Patricia Rozema、1958年8月20日 - ）は、カナダの映画監督、脚本家。

## 経歴
1958年8月20日、オンタリオ州キングストンに生まれる。両親はオランダ人の移民である。同州サーニアで育った。カルヴァン大学にて哲学と英文学を学び、文学士号を取得した。
1987年、『私は人魚の歌を聞いた』で長編映画監督デビューを果たす。2008年、アビゲイル・ブレスリン主演の『キット・キトリッジ アメリカン・ガール・ミステリー』を監督する。2015年、エリオット・ペイジとエヴァン・レイチェル・ウッドを主演に迎えた監督作品『スイッチ・オフ』が第40回トロント国際映画祭にて上映される。

## フィルモグラフィー

### 映画
- 私は人魚の歌を聞いた I've Heard the Mermaids Singing （1987年） - 監督・脚本・編集・製作
- ホワイトルーム White Room （1990年） - 監督・脚本・製作
- 月の瞳 When Night Is Falling （1995年） - 監督・脚本
- マンスフィールド・パーク Mansfield Park （1999年） - 監督・脚本
- キット・キトリッジ アメリカン・ガール・ミステリー Kit Kittredge: An American Girl （2008年） - 監督
- スイッチ・オフ Into the Forest （2015年） - 監督・脚本

### テレビ
- Tell Me You Love Me （2007年） - 監督